# (29470) Higgs
(29470) Higgs est un astéroïde de la ceinture principale.

## Description
(29470) Higgs est un astéroïde de la ceinture principale. Il fut découvert le 26 octobre 1997 à Colleverde par Vincenzo Silvano Casulli. Il présente une orbite caractérisée par un demi-grand axe de 2,59 UA, une excentricité de 0,14 et une inclinaison de 13,7° par rapport à l'écliptique.

## Compléments